# Sargé-lès-le-Mans
Sargé-lès-le-Mans là một xã trong tỉnh Sarthe ở tây bắc nước Pháp. Xã này nằm ở khu vực có độ cao từ 59-126 mét trên mực nước biển.